# Liste der Naturschutzgebiete im Landkreis Rastatt
Es gibt 28 aktuelle Naturschutzgebiete, die ganz oder teilweise im Landkreis Rastatt liegen. Für die Ausweisung von Naturschutzgebieten ist das Regierungspräsidium Karlsruhe zuständig.

## Aktuelle Naturschutzgebiete
| Name                                                              | Bild    | Kennung               | Einzelheiten | Position | Fläche Hektar | Datum         |
| ----------------------------------------------------------------- | ------- | --------------------- | --- | -------- | ------------- | ------------- |
| Rottlichwald                                                      |         | 2.029 WDPA: 82454     | Durmersheim Auewald in der Rheinniederung im Bereich ehemaliger Altwässer; Eichen-Ulmen-Auewald mit Übergängen zum Eichen-Hainbuchenwald. | ⊙        | 13,0          | 11. Juli 1939 |
| Seitel                                                            |         | 2.039 WDPA: 82584     | Elchesheim-Illingen Für die ehemalige Überschwemmungsaue des Oberrheins typisches Feuchtgebiet mit trockenen Randzonen. | ⊙        | 5,3           | 14. Dez. 1979 |
| Federbachbruch zwischen Muggensturm und Malsch                    |         | 2.061 WDPA: 81643     | Malsch (Landkreis Karlsruhe), Muggensturm (Landkreis Rastatt) Rest des Federbachbruches mit typischer Vegetation feuchter Standorte (Schilfröhricht, Großseggenriede, Feuchtwiesen und Bruchwälder). | ⊙        | 43,0          | 22. Dez. 1982 |
| Tieflach und Eichenlach                                           | BW      | 2.065 WDPA: 82715     | Au am Rhein, Durmersheim, Elchesheim-Illingen Besonders reizvolle Flußrinne mit zum Teil altrheinartigen offenen Wasserflächen mit begleitendem Gehölzstreifen, Röhrichte und Feuchtwiesen als Lebensraum seltener Tier- und Pflanzengesellschaften. | ⊙        | 8,7           | 30. Nov. 1983 |
| Rastatter Rheinaue                                                |         | 2.071 WDPA: 165105    | Iffezheim, Rastatt, Steinmauern Intakte Überflutungsaue der Furkationszone des Rheins als Lebensraum zahlreicher Pflanzen- und Tiergesellschaften; Naturraum von besonderer Eigenart und Schönheit, Standort der Eichen-Ulmen Waldgesellschaften, Silberweidenwald, artenreiche Vegetation, besonders in und an den Gewässern. | ⊙        | 845,7         | 8. Feb. 1984  |
| Blindsee bei Hundsbach                                            | BW      | 2.083 WDPA: 162459    | Forbach Moor mit ausgeprägten Bult-Schlenkengesellschaften und Moorrandzonierung als Standort seltener und gefährdeter Pflanzenarten, Lebensraum für die eng an Moorflächen gebundene Tierwelt, Forschungsobjekt für die nacheiszeitliche Vegetationsentwicklung. | ⊙        | 6,2           | 24. Okt. 1985 |
| Schurmsee                                                         |         | 2.084 WDPA: 165473    | Forbach Glazial geprägter See des Nordschwarzwaldes mit See- und Moorablagerungen als Dokument der nacheiszeitlichen Vegetationsentwicklung. Verlandungszone mit stark gefährdeten nordisch-alpinen Pflanzen- und Pflanzengemeinschaften. | ⊙        | 7,6           | 24. Okt. 1985 |
| Korbmatten-Im Mäthi                                               |         | 2.089 WDPA: 164209    | Sinzheim Rest der ehemals ausgedehnten oberrheinischen Wiesenlandschaft. Brut-, Nahrungs-, Rast- und Überwinterungsbiotop für eine große Anzahl von zum Teil stark gefährdeten Vogelarten. | ⊙        | 19,2          | 18. Apr. 1986 |
| Bremengrund                                                       |         | 2.093 WDPA: 162559    | Au am Rhein Naturnaher Landschaftsteil im Überflutungsbereich des Rheins mit artenreicher Vegetation, u. a. bedingt durch Reste der Eichen-Ulmenwaldgesellschaft und Silberweidenwald. | ⊙        | 77,5          | 18. Nov. 1986 |
| Waldhägenich                                                      |         | 2.123 WDPA: 166146    | Bühl, Bühlertal, Ottersweier 3 Teilgebiete, durch Grünland geprägte Kulturlandschaft als Brut-, Nahrungs- und Rastbiotop für die in den Wiesenlandschaften heimische, bedrohte Tierwelt; klimaregulierende Funktion und Grundwasserschutz. | ⊙        | 266,6         | 6. Dez. 1989  |
| Galgenberg, Lieblingsfelsen, Scheibenberg                         |         | 2.130 WDPA: 163190    | Gaggenau, Gernsbach Felshänge und -kuppen, als erdgeschichtliche Dokumente, extrem trockene Standorte mit Pflanzengesellschaften wie Calluna-Heiden, Sandrasen und Felsgrasgesellschaften; Lebensstätte zahlreicher wärmeliebender Pflanzen- und Tierarten. | ⊙        | 42,7          | 5. Juni 1990  |
| Auer Köpfle-Illinger Altrhein-Motherner Wörth                     |         | 2.134 WDPA: 162264    | Au am Rhein, Elchesheim-Illingen Größtes Altrheingebiet im Übergangsbereich zwischen Furkations- und Mäanderzone. | ⊙        | 285,5         | 19. Dez. 1990 |
| Rastatter Bruch                                                   |         | 2.138 WDPA: 165104    | Rastatt 4 Teilgebiete, Niedermoor in der Randsenke der Rheinaue mit reichem Mosaik von Grünlandgemeinschaften, Hochstaudenfluren und Röhrichten; der Riedkanal – eine alte Rheinschlinge – mit Wasserpflanzengemeinschaften, breiten Ufersäumen und Röhrichten. | ⊙        | 67,9          | 19. Dez. 1990 |
| Kiesgrube am Hardtwald Durmersheim                                |         | 2.144 WDPA: 164072    | Durmersheim Feuchte bis extrem trockene Pionierstandorte mit unterschiedlichen Sukzessionsstadien. | ⊙        | 27,4          | 27. Nov. 1991 |
| Lautenfelsen                                                      |         | 2.145 WDPA: 164405    | Gernsbach Landschaftlich reizvoller Bereich des Murgtales; Felsgruppe als bedeutender Lebensraumkomplex für spezialisierte Tier- und Pflanzenarten; offenes feuchtes Wiesental und die Felsen umgebender Bergwald mit typischer laubholzreicher Ausprägung. | ⊙        | 48,0          | 27. Nov. 1991 |
| Albtal und Seitentäler                                            |         | 2.178 WDPA: 162059    | Gaggenau, Loffenau, (Landkreis Rastatt), Ettlingen, Karlsbad, Malsch, Marxzell, Waldbronn (alle Landkreis Karlsruhe), Bad Herrenalb (Landkreis Calw), Straubenhardt (Enzkreis) Talauen als offene Landschaftsräume mit vielfältigen Biotopen, wie Fließ- und Stillgewässer, Quellen, naturnahe Laub- und Nadelwälder, Galeriewälder, Hecken, Steinriegel, Trockenmauern, Felsen, Blockhalden, Nass- und Feuchtwiesen, Seggenriede, Röhrichte, Klingen und Klammen; historische Wässerwiesenanlagen. | ⊙        | 620,6         | 1. Juni 1994  |
| Auenwälder und Feuchtwiesen westlich von Ötigheim                 |         | 2.180 WDPA: 162263    | Ötigheim, Rastatt Für die Rheinniederung charakteristische Auenwälder und Feuchtwiesen mit vielfältigen und z. T. in ihrem Bestand bedrohten Lebensgemeinschaften, insbesondere der Tier- und Pflanzenwelt im Randsenkenbereich der Rheinaue; besonders eindrucksvoll ausgebildete Gestadekante. | ⊙        | 255,4         | 15. Juli 1994 |
| Rheinniederung zwischen Au am Rhein, Durmersheim und Rheinstetten |         | 2.181 WDPA: 165161    | Rheinstetten, Au am Rhein, Durmersheim Der Federbach – für die Rheinniederung typische Bachaue auf einer alten Rheinschlinge mit Schilf- und Großseggenbeständen, Weidenbüschen, Erlen und andere Pflanzen feuchter Standorte; landschaftsbestimmendes und landschaftsgliederndes Element in der Rheinebene; eine Vielzahl von Pflanzengesellschaften in naturnahen bis natürlichen Ausprägungen von nassen und feuchten bis trockenen Standorten mit sämtlichen Relikten ehemals ausgedehnter Pfeifengraswiesengesellschaften und Sandrasengesellschaften auf extrem trockenen Standorten; regional bedeutsame Vogelarten und Insekten; Vorkommen fast aller in Baden-Württemberg heimischen Amphibienarten, größte Laubfroschpopulation des Landes. | ⊙        | 261,6         | 15. Juli 1994 |
| Markbach und Jagdhäuser Wald                                      |         | 2.182 WDPA: 164571    | Baden-Baden (Stadtkreis), Sinzheim (Landkreis Rastatt) Naturbelassener Bach mit charakteristischen Lebensräumen – naturnahe Ufergehölze und Feuchtwiesen; traditionelle, für die Vorbergzone typische, kleinparzellierte Nutzungsformen wie Streuobst- und Weinbau; an die mosaikartig verzahnten Lebensräume angepasste Tier- und Pflanzengesellschaften; einzigartige Erosionsmulden im Jagdhäuser Wald, naturnahe Waldgesellschaften mit charakteristischer Vegetation; Hainsimsen-Buchen-Wald, Steinmieren-Traubeneichen-Hainbuchen-Wald und Erlen-Eschen-Wald. (Naturraum: Nördlicher Talschwarzwald / Ortenau-Bühler Vorberge) | ⊙        | 180,9         | 25. Juli 1994 |
| Rheinknie Alter Kopfgrund                                         |         | 2.193 WDPA: 165159    | Lichtenau, Rheinmünster Natürlich zonierte Auwaldbestände der Hart- und Weichholzaue, Röhricht- und Verlandungsgesellschaften, Feuchtwiesen, Kalkniedermoor, kleine Trockenrasen. | ⊙        | 229,6         | 14. Dez. 1995 |
| Rastatter Ried                                                    |         | 2.196 WDPA: 165106    | Baden-Baden (Stadtkreis), Iffezheim, Rastatt, Steinmauern (alle Landkreis Rastatt) Kleinräumig gegliederte Auenlandschaft; Überreste des ehemaligen Schlingensystems des Rheins und der Murg als wertvolle Amphibienlaichgewässer; naturnaher, vielfältig gegliederter Eichen-Hainbuchenwald mit artenreicher Krautschicht; artenreiche Waldsaumgesellschaften; Glatthaferwiesen verschiedener Ausprägung; Streuobstbestände; Biotopverbund mit Hecken, Baum- und Gebüschgruppen und Einzelbäumen; naturnahe Bestände an Erlen-Eschenwald und Erlen-Bruchwald; in der Region größtes zusammenhängendes Waldgebiet. | ⊙        | 561,8         | 21. Dez. 1995 |
| Lichtenauer Rheinniederung                                        |         | 2.206 WDPA: 164447    | Lichtenau, Rheinmünster Durch die ehemalige Dynamik des Rheins entstandener Landschaftsteil; ökologisch wertvolle und charakteristische, durch die unterschiedlichen Feuchtestufen geprägte Waldgebiete; natürlich entstandene Gewässer mit charakteristischer Vegetation als Lebensraum gefährdeter Tiergemeinschaften; durch künstliche Gewässer soll die Biotop- und Artenvielfalt gesteigert werden. | ⊙        | 230,2         | 18. Dez. 1996 |
| Stollhofener Platte                                               |         | 2.216 WDPA: 319167    | Rheinmünster Durch über Jahrzehnte sehr extensive Nutzung eines militärischen Sperrgebiets entstandener, großflächiger Biotopkomplex mit einzigartigen Grünland- und Trockenrasen-Biotoptypen unterschiedlicher Ausprägungen wie Silbergrasfluren, Sandrasen und Straußgraswiesen sowie Heidekrautbestände; von Offenlandbiotopen hochgradig abhängige und darauf spezialisierte Flora und Fauna mit der landesweit höchsten Anzahl der in Sandgebieten vorkommenden Stechimmenarten sowie einem einzigartigen Vorkommen von Großschmetterlingen und vieler anderer gefährdeter Insektenarten. | ⊙        | 206,0         | 21. Dez. 1998 |
| Kaltenbronn                                                       | Wildsee | 2.222 WDPA: 318626    | Gernsbach (Landkreis Rastatt), Bad Wildbad (Landkreis Calw) Zum „Natur- und Waldschutzgebiet Kaltenbronn“ mit einer Gesamtgröße von rund 1750 ha gehören die Naturschutzgebiete „Wildseemoor bei Wildbad-Kaltenbronn“ und „Hohlohsee bei Kaltenbronn“, die Bannwälder „Wildseemoor“ und „Altlochkar-Rotwasser“ und die Schonwälder „Kaltenbronn“ und „Blockmeer Oberes Rollwassertal“. Naturnahes Hochmoor mit Moorwäldern als prioritäre Lebensräume im Sinne der FFH-Richtlinie 92/43/EWG; die unbeeinflusste Entwicklung der Hochmoor-, Moorrandkiefern- und Moorrandfichtenwald-Ökosysteme mit ihren besonderen Tier- und Pflanzenarten sind zu sichern und die wissenschaftliche Beobachtung der Entwicklung zu gewährleisten. Dies beinhaltet den Schutz der Lebensräume und -gemeinschaften, insbesondere der Hochmoorflächen und der seltenen naturnahen Waldgesellschaften, die sich im Gebiet befinden, sich im Verlauf der eigendynamischen Entwicklung ändern oder entstehen. | ⊙        | 394,6         | 22. Dez. 2000 |
| Eyach- und Rotenbachtal                                           |         | 2.224 WDPA: 163015    | Gernsbach (Landkreis Rastatt), Dobel, Höfen an der Enz, Bad Wildbad (alle Landkreis Calw) Landschaftlich schöne Schwarzwaldtallandschaft; durch Wald, Dauergrünland und Gewässer geprägte Kulturlandschaft; Wasserläufe und Quellen, seltene und artenreiche Moorgesellschaften; Lebensraum bedrohter Tiere und Pflanzen. | ⊙        | 223,6         | 18. Dez. 2002 |
| Silberweidenwald Steinmauern                                      |         | 2.227 WDPA: 378364    | Steinmauern Überflutungsaue des Rheins im Mündungsbereich der Murg mit Silberweiden-Auenwald als prioritärer Lebensraum, nährstoffarmen Stillgewässern, oligo- bis mesotrophe kalkhaltige Gewässer mit benthischer Vegetation mit Armleuchteralgenbeständen und schlammige Flussufer mit Pioniervegetation. | ⊙        | 68,7          | 12. Dez. 2006 |
| Sandheiden und Dünen bei Sandweier und Iffezheim                  |         | 2.230 WDPA: 165106    | Baden-Baden (Stadtkreis), Iffezheim (Landkreis Rastatt) Eines der bedeutendsten Sandgebiete Baden-Württembergs und Lebensraum seltener und geschützter Tier- und Pflanzenarten. Ziegen und Schafe tragen zur Erhaltung der Lebensräume bei. Sie werden nicht gefüttert und entziehen so dem Gebiet nicht erwünschte Nährstoffe. Dadurch werden niedrigwüchsige Sandglöckchen, Thymian und Silbergras gefördert. Der Untergrund besteht aus Kiesboden, der von Flugsand am Ende der Eiszeit überweht wurde. Im Wald ist mit 21 Metern Höhe eine der höchsten Dünen Badens zu sehen. | ⊙        | 240,7         | 8. Nov. 2011  |
| Hilpertsau                                                        |         | 2.236 WDPA: 555588632 | Gernsbach Erhaltung, Sicherung und Entwicklung der trockenen, wechselfeuchten und nassen Wiesen, der Hochstauden-Fluren und Heiden, Magerrasen, Borstgras-Rasen und Waldsimsen-Sümpfe, der Quellen und Bachläufe, Felsen und Trockenmauern, Wälder, Waldränder, Baumreihen, Hecken, Gebüsche, Hochstamm-Obstbäume und Heuhütten als Landschaftselemente und Lebensräume auch seltener und speziell angepasster Tier- und Pflanzenarten. | ⊙        | 63,2          | 5. Mai 2014   |
| Legende für Naturschutzgebiet                                     |         |                       | |          |               |               |

## Ehemalige Naturschutzgebiete
| Name                          | Bild | Kennung           | Einzelheiten | Position | Fläche Hektar | Datum                           |
| ----------------------------- | ---- | ----------------- | --- | -------- | ------------- | ------------------------------- |
| Hoher Ochsenkopf              |      | 2.032 WDPA: 81915 | Forbach Das Schutzgebiet ging 2014 im Nationalpark Schwarzwald auf. Flache Kuppe aus Mittlerem Buntsandstein (1000 bis 1054 m ü NN) südwestlich der Schwarzenbachtalsperre. Ehemalige Weidefläche (Grinde) aus früheren Jahrhunderten, die sich nach Aufhören der Beweidung wieder bewaldet. Nachdem das Bergkiefernstadium (Latschen und Spirken) durchlaufen ist, überwächst z. Z. die Fichte die Latschenbestände. Im Übergangsstadium haben sich die Latschen z. T. aufgerichtet und können dadurch den Konkurrenzkampf mit der vorrückenden Fichte länger durchstehen. An einzelnen Stellen Anflug von Weißtanne; Bannwald (LWaldG § 32). | ⊙        | 41,5          | 10. Dez. 1975 bis 31. Dez. 2013 |
| Legende für Naturschutzgebiet |      |                   | |          |               |                                 |